# Ballur Janwada, Aurad
Ballur Janwada là một làng thuộc tehsil Aurad, huyện Bidar, bang Karnataka, Ấn Độ.